# Gare de Manazuru
La gare de Manazuru (真鶴駅, Manazuru-eki) est une gare ferroviaire située à Manazuru, dans la préfecture de Kanagawa au Japon. Elle est exploitée par la JR East.
Inaugurée le 21 décembre 1922, la gare de Manazuru est située au point kilométrique (PK) 95,8 de la ligne principale Tōkaidō.

## Service des voyageurs

### Accès et accueil
La gare dispose d'un bâtiment voyageurs, avec guichet, ouvert tous les jours.

### Desserte
- Ligne principale Tōkaidō :
  - voie 1 : direction Atami

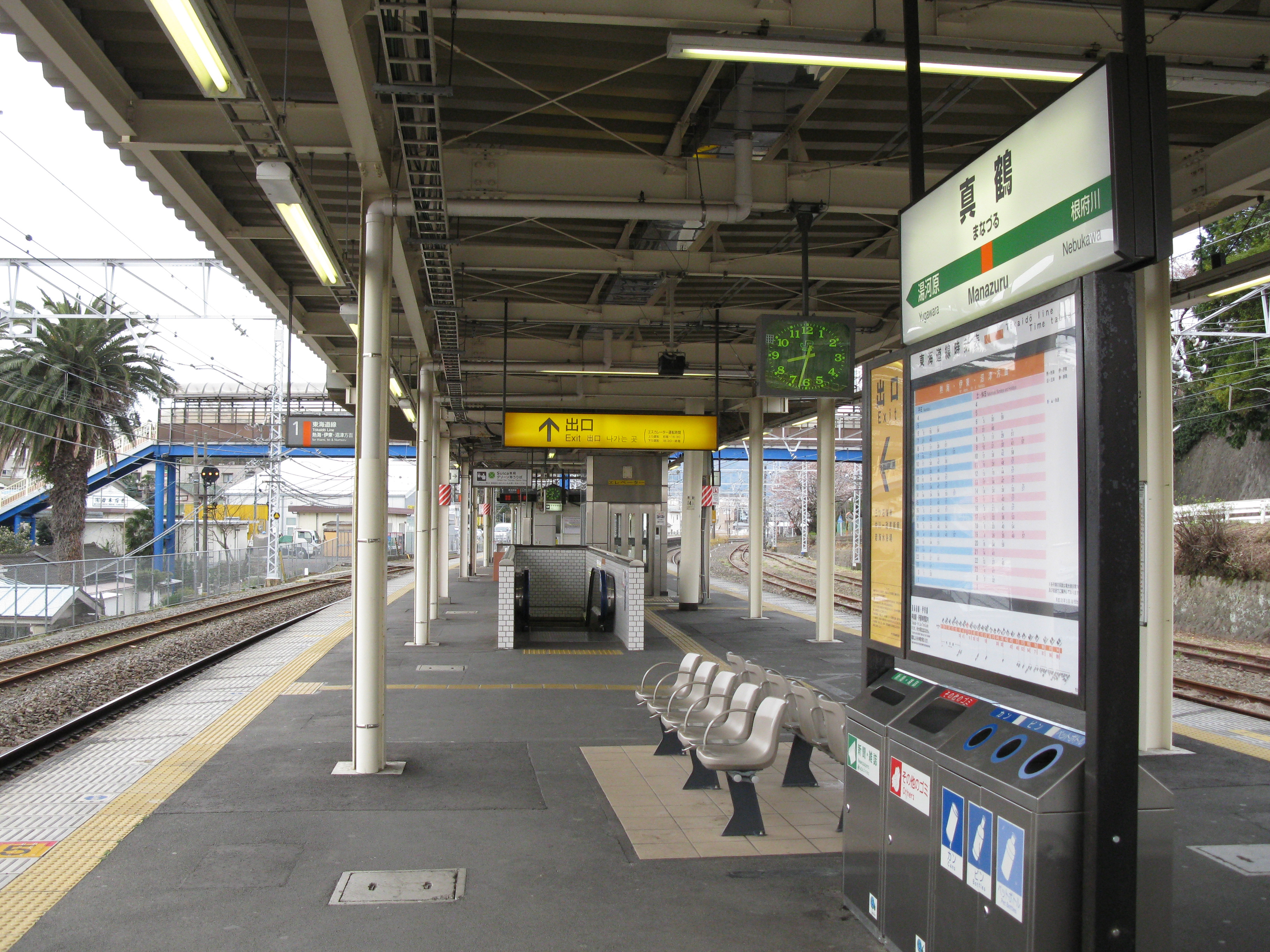
Vue du quai de la gare

  - voie 2 : direction Odawara, Yokohama, Tokyo et Ōmiya